# نبتوي
نبتوي أو نبت وو أو نبت ووت هي إلهة مصرية قديمة تجسد الخصوبة، وزوجة الإله خنوم. يُترجم اسمها إلى "سيدة الحقول". كان مركز عبادتها في إسنا. كانت وظائف نبتوي مشابهة لوظائف الإلهتين إيزيس وحتحور. وبمرور الوقت، تراجعت عبادتها تدريجياً لصالح عبادة نيث. كانت تُصور على أنها سيدة ترتدي تاج النسر المشابه لتاج الإلهة موت
.